# 40М Нимрод
Самоходни топ 40М Нимрод је мађарски самоходни топ из Другог светског рата.

## Историја
Једна од ретких ствари у којима је Хонвед био у предности над својим савременицима била је сопствена самоходна ПВО артиљерија. Шведска фирма Ландсверк направила је самоходно ПВО возило Л-62, поставивши Бофорсов топ од 40 mm на шасију лаког тенка Л-60. Возило је испитано у Мађарској 1939. и 1940. започела је серијска производња по лиценци.

## Карактеристике
40М Нимрод био је шведско ПВО возило Л-62 прављено по лиценци. Састојало се од шасије лаког тенка 38М Толди и отворене куполе за трочлану посаду наоружане једним топом Бофорс калибра 40 mm (са 160 метака), без помоћног митраљеза. Направљене су 2 туре возила, првих 46 са немачким, а осталих 89 са мађарским мотором.

### У борби
Оригинално предвиђен за ПВО, 40М Нимрод углавном је коришћен као ловац тенкова (са противоклопном муницијом), упркос танком оклопу и малом, иако снажном топу. Први батаљон ових возила формиран је 1942. и показао се корисним као возило за ватрену подршку, али је и оклоп и топ био сувише слаб за дуже против-тенковске борбе.